# Metropolia ruseńska
Metropolia ruseńska – jedna z eparchii Bułgarskiego Kościoła Prawosławnego, z siedzibą w Ruse. Jej obecnym zwierzchnikiem jest metropolita Naum (Dimitrow), zaś funkcję katedry pełni sobór Trójcy Świętej w Ruse.
W 1872, dwa lata po powołaniu Egzarchatu Bułgarskiego, Ruse stało się siedzibą metropolii dorostolsko-czerweńskiej. W 2001 metropolia ta została rozdzielona na dwie: dorostolską i ruseńską.
Eparchia dzieli się na cztery dekanaty: ruseński, razgradzki, popowski i tutrakański. Łącznie na jej terytorium czynnych jest 229 cerkwi.

## Metropolici ruseńscy
- Neofit (Dimitrow), 2001–2014[4]
- Naum (Dimitrow), od 2014[5]